# Sandy Dennis
Sandy Dennis, celým jménem Sandra Dale Dennis, (27. dubna 1937 – 2. března 1992) byla americká herečka.
Narodila se v Hastingsu v Nebrasce, měla staršího bratra. Vyrůstala v Kenesaw a v Lincolnu, kde absolvovala střední školu a studovala na Nebraska Wesleyan University a University of Nebraska-Lincoln. V devatenácti letech se odstěhovala do New Yorku, kde studovala herectví v HB Studiu. V roce 1956 měla epizodní roli v mýdlové opeře U nás ve Springfieldu. První filmovou roli dostala v roce 1961 ve snímku Třpyt v trávě režiséra Elii Kazana. Za role ve hrách A Thousand Clowns (1962–1963) a Any Wednesday (1964–1966) získala cenu Tony. Dále hrála ve filmu Kdo se bojí Virginie Woolfové? (1966), za který získala Oscara a byla nominována na Zlatý glóbus. Poslední roli měla v roce 1991 ve filmu Indiánský posel v režii Seana Penna.
V letech 1965–1974 měla vztah s jazzovým hudebníkem Gerrym Mulliganem. V roce 1980 začala chodit s o devatenáct let mladším hercem Ericem Robertsem, se kterým se zasnoubila, ale ke svatbě nakonec nedošlo. Zemřela na rakovinu vaječníků doma ve Westportu ve státě Connecticut.